# Demodex nanus
Demodex nanus – gatunek roztocza z rodziny nużeńcowatych. Występuje w mieszkach włosowych szczura wędrownego i szczura śniadego.

## Taksonomia
Gatunek ten opisany został po raz pierwszy w 1918 roku przez Arthura Stanley’a Hirsta na łamach „The Annals and magazine of natural history”. Epitet gatunkowy oznacza po łacinie „karzeł”. Współczesnej redeskrypcji gatunku dokonał w 1987 roku Clifford E. Desch Jr na łamach „Journal of Medical Entomology”.

## Morfologia i rozwój

### Osobniki dorosłe
Samice osiągają od 111 do 146 μm długości i od 26 do 39 μm szerokości, zaś samce od 77 do 99 μm długości i od 25 do 35 μm szerokości ciała. Trapezowata, krótsza niż u nasady szeroka gnatosoma ma na grzbietowej stronie parę drobnych, kikutowatych, skierowane dozewnętrznie, wyrastających z zewnętrznej krawędzi kolców nadbiodrowych. Nogogłaszczki budują trzy człony, z których ostatni zaopatrzony jest w trzy małe kolce. Nabrzmiałość gardzieli jest podkowiasta i ma parę drobnych szczecinek subgnatosomalnych po bokach krawędzi przedniej. Na spodzie podosomy leżą cztery pary płytek epimeralnych; u samicy płytki danej pary stykają się brzegami pośrodkowymi, a ostatnia ich para wręcz zlewa się ze sobą, u samca natomiast płytki są oddzielone, a ich brzegi dośrodkowe są faliście ząbkowane. Odnóża występują w liczbie czterech par i składają się z sześciu członów, z których ostatni ma parę rozdwojonych pazurków ze skierowanymi ku tyłowi ostrogami. Ponadto pierwsza i druga para odnóży ma pojedynczy solenidion umieszczony przednio-grzbietowo względem pazurków. Na wierzchu podosomy samca znajdują się dwie pary guzków grzbietowych, pierwsza na wysokości otworu płciowego, druga zaś na wysokości tylnej krawędzi odnóży drugiej pary, oraz edeagus o długości od 7 do 14 μm, leżący na wysokości pierwszej i drugiej pary płytek epimeralnych. U samicy wulwa leży za tylną krawędzią ostatniej pary płytek epimeralnych i ma postać podłużnej szczeliny o długości od 3,4 do 4,4 μm. Opistosoma jest wydłużona, najszersza u podstawy i mocno zwężająca się ku tępemu wierzchołkowi, bardzo niewyraźnie rowkowana poprzecznie, pozbawiona narządu opistosomalnego.

### Stadia rozwojowe
Jaja są owalne z przednim końcem nieco bardziej zaokrąglonym niż tylnym. Mają od 40 do 60 μm długości i od 20 do 30 μm szerokości.
Z jaj klują się larwy o wymiarach od 41 μm długości i od 17 μm szerokości, te zaś przekształcają się w protonimfy, osiągające maksymalnie 99 μm długości i 31 μm szerokości. Oba te stadia mają trapezowatą gnatosomę, trzy pary nieczłonowanych, grubych, zwieńczonych trójzębnymi pazurkami odnóży oraz parę półksiężycowatych tarczek brzusznych pomiędzy drugą a trzecią parą tychże odnóży.
Nimfy osiągają od 84 do 133 μm długości i od 25 do 39 μm szerokości. Od larw i protonimf różnią się głównie obecnością już czterech par odnóży i tyluż par tarczek brzusznych.

## Ekologia i występowanie
Roztocz ten jest komensalem lub pasożytem szczura wędrownego i szczura śniadego. Bytuje w mieszkach włosowych, głównie na skórze okolic genitaliów i odbytu, ale spotykany jest też na skórze brzucha i pachwin. W obrębie jednostki włosowo-łojowej żeruje w części gruczołowej, będąc w niej zanurzony całkowicie lub tylko aparatem gębowym. Nie schodzi poniżej kanalików łojowych. Nie stwierdzono wywoływania przez żerowanie tego nużeńca zmian skórnych. Nie powoduje on uszkadzania mieszków, wypadania włosów czy stanów zapalnych.
Do parazytofauny szczura wędrownego należą również cztery inne gatunki nużeńców: D. norvegicus, D. ponderosus, D. ratti oraz D. ratticola. Spośród nich w okolicy genitaliów i odbytu żyje również D. norvegicus, ma on jednak różne od D. nanus preferencje co do warstwy tkanki i struktury skóry. Ze względu na specjalizację topograficzną wszystkie cztery gatunki mogą współwystępować na pojedynczym osobniku żywiciela.
Gatunek podawany m.in. z Polski, Wielkiej Brytanii, Rosji i Nowej Zelandii.